# 얼간이들
얼간이들(러시아어: Дурак, The Fool)은 러시아 연방에서 제작된 유리 비코프 감독의 2014년 드라마 영화이다. 아르템 비스트로프 등이 주연으로 출연하였다.

## 출연

### 주연
- 아르템 비스트로프

### 조연
- 유리 트리로
- 드미트리 커리치코브
- 알렉산드르 코르슈노프